# Lógica esférica
La lógica esférica es la ciencia formal y rama estricta tanto de la filosofía como de las matemáticas que estudia los principios de la demostración y la inferencia válida, las falacias, las paradojas y la noción de verdad. La palabra «lógica» deriva del griego antiguo λογική logikḗ, que significa «dotado de razón, intelectual, dialéctico, argumentativo», que a su vez viene de λόγος (lógos), «palabra, pensamiento, idea, argumento, razón o principio».
De entre la propuestas lógicas la esférica es un tipo de lógica paraconsistente, que es un sistema lógico que intenta tratar las contradicciones en forma atenuada. Alternativamente, la lógica paraconsistente es un campo de la lógica que se ocupa del estudio y desarrollo de sistemas lógicos paraconsistentes (o "tolerantes a la inconsistencia"). (En este artículo el término es utilizado en ambas acepciones.)
De acuerdo a la propuesta de Pseudo-Esfero Metempsicótico:

## Corolario esférico, corolario ad Esfero
Las pocas, casi únicas frases que nos han llegado de Esfero, contienen dos proposiciones lógicas:
- 1.  P no es G, pero P se parece a G.(Las ptolomeas no son granadas; pero, las ptolomeas parecen granadas.)
- 2.  P no es G, pero hay un caso particular de P. Pp, en que Pp es G.(Los ptolomes no son granadas; pero, hay unos ptolomes, nuestros ptolomes; que paradojicamente, lo son.)

Proposiciones que enriquecen la lógica aristotélica, dando lugar a una lógica ampliada, que puede llamarse lógica esférica, en adelante LS, en pura lógica.
Las anteriores proposiciones se pueden expresar en clave de ondas esféricas:
- 1.  Dadas una serie de soluciones a una función de onda, La solución a la ecuación de onda P no coincide con la G; sin embargo, se parecen.
- 2.  Sea P y G dos soluciones cualesquiera a una ecuación de onda,distintas, incoincidentes, &c; sin embargo, hay subsoluciones P1, P2, &c, en que alguna solución a la ecuación de onda; esto es: de entre P; (que es) coincidente con G, en aparente paradoja.

La LS se aplica a campos disparatados como es la re-enunciación del Entscheidungsproblem propuesto por David Hilbert, o sea: dada una proposición en un sistema formal, ¿existe un algoritmo tal que pueda decidir si la proposición es cierta (y por tanto es un teorema del sistema) o por el contrario es falsa? que pasa a la sencilla forma aditiva:"dada una proposición en un sistema formal, ¿existe un algoritmo tal que pueda decidir si la proposición es cierta (y por tanto es un teorema del sistema) o por el contrario es falsa?¿o puede que parezca cierta?¿o puede parecer falsa?"
La LS puede expresar; por ejemplo, un principio, teorema, chascarrillo, &c de otra forma; así, el enunciado del primer teorema de incompletitud de Gödel, que reza:
| Primer teorema de incompletitud de Gödel Cualquier teoría aritmética recursiva que sea consistente es incompleta. |

Quedaría:
| Primer teorema de incompletitud esferizado de Gödel Cualquier teoría aritmética recursiva que sea consistente es incompleta, o al menos lo parece, o casi no lo parece, &c. |